# John Édison Hernández
Jhon Edison Hernández (Medellín, Colombia, 22 de junio de 1986) es un exfutbolista colombiano actualmente se encuentra sin equipo.

## Trayectoria

### Inicios
Debutó profesionalmente con 20 años en el extinto Bajo Cauca FC de la segunda división en el año 2006 donde disputó varios encuentros esta temporada, a inicios del 2007 se presenta en el Envigado FC donde tan solo juega 3 partidos compartiendo equipo con jugadores como James Rodríguez, Giovanni Moreno, Farid Díaz, Neider Morantes entre otros.

### Sin equipo y otros empleos
Luego de su paso por el Envigado FC, "Goma" estuvo casi 3 años sin jugar para un equipo profesional. En ese tiempo se dedicó a ser escultor de imágenes religiosas invitado por un amigo suyo en una empresa local del barrio Pedregal de Medellín. "Goma" cuenta que la escultura de María Auxiliadora que se encuentra en la iglesia San Juan Bosco del municipio de Bello, Antioquia, la elaboró él junto a otros 2 compañeros.

### Leones
En 2010 el Deportivo Rionegro (actualmente Itagüí Leones) le brindó la oportunidad de volver al fútbol profesional y "Goma" no desaprovecharía la oportunidad, jugando 58 partidos y anotando 13 goles en la Segunda División, y 8 partidos anotando 5 goles en la Copa Colombia 2011 para un total de 66 partidos 18 goles. Con este equipo se le abrieron las puertas para jugar en la Primera División en el Torneo Finalización del 2011 con el Real Cartagena.

### Real Cartagena y Regreso al Envigado
Luego del excelente paso por el Deportivo Rionegro fue fichado por el Real Cartagena, donde mostró sus cualidades técnicas. Y luego de tres años regresa al Envigado FC, teniendo su revancha con el equipo naranja. Fue un jugador destacado en la temporada, y varios clubes naciones e internacionales se fijaron en él. La oferta más seria que recibió fue la del "Poderoso de la Montaña" quien compra sus derechos deportivos hasta 2017.

### Independiente Medellín
En 2013 tras su buena actuación con el conjunto Naranja, "La Goma" es contratado por el cuadro poderoso. Llega luego de un semestre en el que el DIM había logrado el subcampeonato en el Torneo Finalización 2012. Hernández manifestó estar en el equipo de sus amores.
En el Torneo Finalización 2014 llega a la final del fútbol colombiano quedando subcampeón ante el Independiente Santa Fe. Al año siguiente, durante el Torneo Apertura 2015 Medellín vuelve a disputar la final quedando nuevamente subcampeón, esta vez contra el Deportivo Cali. "La Goma" se convierte en pieza fundamental del equipo al final del año 2015 donde llega a la semifinal.
Finalmente en el Apertura 2016 logra por fin el anhelado sueño de conquistar una estrella con su equipo, siendo uno de los referentes e hinchas dentro del campo. Para el Torneo finalización 2016 "Goma" recibe varias ofertas del fútbol extranjero, pero se queda en Independiente Medellín para disputar la Copa Libertadores 2017.
2017 fue un año más opaco para "Goma" y su equipo. El DIM fue eliminado en los cuartos de final de los Play-offs por el Deportivo Cali en el Torneo Apertura. En la Copa Libertadores 2017, Medellín quedó eliminado en fase de grupos; no obstante, consiguió clasificar a la Copa Sudamericana 2017, de la cual fue eliminado en la segunda fase. Durante este tiempo, "Goma" empezó a ser relegado a la banca en algunos partidos de distinta índole.

## Clubes
| Club                   | País                | Año                 | PJ  | Goles |
| ---------------------- | ------------------- | ------------------- | --- | ----- |
| Águilas Doradas        | Colombia            | 2006                | 14  | 0     |
| Envigado F. C.         | Colombia            | 2007                | 3   | 0     |
| Leones                 | Colombia            | 2010 - 2011         | 66  | 18    |
| Real Cartagena         | Colombia            | 2011 - 2012         | 33  | 6     |
| Envigado F. C.         | Colombia            | 2012                | 13  | 0     |
| Independiente Medellín | Colombia            | 2013 - 2018         | 154 | 14    |
| Deportivo Pasto        | Colombia            | 2018                | 10  | 0     |
| Cúcuta Deportivo       | Colombia            | 2019                | 38  | 1     |
| Alianza Petrolera      | Colombia            | 2020                | 19  | 1     |
| Atlético Bucaramanga   | Colombia            | 2021                | 30  | 1     |
| Total en su carrera    | Total en su carrera | Total en su carrera | 350 | 40    |

## Palmarés
| Título          | Club                   | País     | Año  |
| --------------- | ---------------------- | -------- | ---- |
| Torneo Apertura | Independiente Medellín | Colombia | 2016 |